# Свети мученик Теопемпт
Свети мученик Теопемпт је био хришћански епископ у Никомедији у време римског цара Диоклецијана (284-305. н.е.) и био је једна од првих жртава његових прогона хришћана. Грчка православна црква га је канонизовала.
Православна црква помиње светог Теопемпта 5. јануара и 11. јуна.
Свети Теопемпт је одбио да се поклони идолу незнабожачког бога Аполона и признао да је Исус Христос Бог. Одмах је ухапшен и изведен пред цара Диклецијана и који га је осудио на мучење.
Најпре је бачен у усијану пећ из које је изашао неповређен. Видевши то, цар Диоклецијан је тврдио да је то чудо било због магије и наредио је да га лише воде и хране 22 дана. И опет је чудом остао жив и здрав.
Диоклецијан је тада позвао познатог мага Теону да отрује светог Теопепта, али и поред његових напора није успео. Ганут овим чином маг Теона је примио хришћанство.
Обојица су смештени у тамницу где је свети Теопепт крстио Теону и поучио га хришћанству.
Приликом последњег неуспелог покушаја цара Диоклецијана да промени веру светог Теопепта, посекли су му главу а Теону живог сахранили у дубоку јаму затрпану земљом.